# 청푸 조선족 만족 향
청푸 조선족 만족 향(중국어 간체: 成富朝鲜族满族乡, 한어병음: Chéngfù cháoxiǎn zú mǎnzú xiāng, 중국조선어: 성부조선족만족향)은 중화인민공화국 헤이룽장성 솽야산시 유이현 관할에 속한 조선족, 만주족 민족향이다  .

## 행정구역
6개의 촌을 관할하고 있다.
타오허 촌(중국어 간체: 套河村, 중국조선어: 투하촌), 펑린 촌(중국어 간체:凤林村, 중국조선어: 봉림촌),
다청푸 촌(중국어 간체: 大城富村, 중국조선어: 대성부촌), 라오차이잉 촌(중국어 간체: 老菜营村, 중국조선어: 로채영촌),
샤오청푸 촌(중국어 간체: 小城富村, 중국조선어: 소성부촌), 두이멘청 촌(중국어 간체: 对面城村, 중국조선어: 대면성촌)